# 히젠류오역
히젠류오역(일본어: 肥前竜王駅)은 일본 사가현 기시마군 시로이시정에 있는 규슈 여객철도 나가사키 본선의 역이다.

## 역 구조
상대식 승강장 2면 2선의 구조를 가진 지상역으로 과선교에서 서로 연결되고 있다. 무인역이다.

## 역 주변
- 국도 제207호선
- 시로이시 정청 본청

## 역사
- 1930년 3월 9일 : 철도성이 개설.
- 1972년 2월 10일 : 무인화.
- 1987년 4월 1일 : 민영화에 따라, 규슈 여객철도로 이관.

## 인접정차역
| 규슈 여객철도 ■ 나가사키 본선 | 규슈 여객철도 ■ 나가사키 본선 | 규슈 여객철도 ■ 나가사키 본선 |
| ----------------------------- | ----------------------------- | ----------------------------- |
| 히젠시로이시 도스 방면        |                               | 히젠카시마 나가사키 방면      |